# カタリーナ・ファン・エフモント
カタリーナ・ファン・エフモント（Catharina van Egmont, 1440年ごろ - 1497年1月25日）は、兄アドルフおよび甥カレルの不在時にゲルデルン公領摂政（在位：1477年 - 1492年）をつとめた。

## 生涯
カタリーナは、ゲルデルン公アルノルト（1410年 - 1473年）とカタリーナ・フォン・クレーフェ（1417年 - 1479年）の第4子、末子として生まれた。1477年まで、父と戦争中の兄アドルフの陰で目立つことなくすごしたが、姉マリアはスコットランド王ジェームズ2世と結婚し、姉マルハレータはプファルツ＝ジンメルン公フリードリヒ1世と結婚した。父アルノルトの努力にもかかわらず、カタリーナにふさわしい夫は見つからなかった。カタリーナがリエージュ司教ルイ・ド・ブルボンと密かに結婚していたという17世紀の説は、現在では誤りであると考えられている。

### 摂政
1477年、ブルゴーニュ公シャルル豪胆公がナンシーの戦いで戦死し、カタリーナに転機が訪れた。ゲルデルンは1473年以来シャルル豪胆公の支配下にあったが、独立を取り戻す機会が訪れたと考えられた。兄アドルフがフランドルにいたため、ゲルデルン諸州はアドルフが帰国するまで妹のカトリーヌを摂政に任命するよう説得し、カトリーヌはしぶしぶ摂政就任に同意した。
アドルフが1477年6月27日に戦死したため、摂政位は予想よりもずっと長く続くこととなった。カトリーヌは妹フィリッパとともにブルゴーニュに拘束されていたアドルフの息子カレルの摂政として統治を続けた。
カタリーナとマクシミリアン1世との間でゲルデルン独立戦争が勃発した。1482年、カタリーナはマクシミリアン1世と和平を締結し、政界から引退することを余儀なくされた。1492年、カタリーナは甥カレルのもとゲルデルンの独立が回復されるのを見届けた。
カタリーナは1497年に亡くなり、ゲルデルンの教会に埋葬され、現在でもカタリーナの墓は残されている。